# Pirro Marconi
Pirro Marconi (Verona, 1897. január 1. – Formia, 1938. április 30.) olasz régész, aki az ókori görög- és római kori klasszikus kultúrákat kutatta.
Pirro Marconi a római La Sapienza Egyetem hallgatója volt. Erős támasza volt Paolo Orsinak az agrigentói ásatásokban, melyeket 1925-től kezdve végeztek el. A Héraklész-templom déli frontján 8 oszlopot ismét felállíttatott. Előbb rövid ideig a palermói egyetemen tanított, majd 1931-ben Anconába ment és 1935-től Nápolyban a Biagio Pace által vezetett régészeti tanszéket vezette. 1936-ban megbízták az Albánia területén végzett régészeti kutatások vezetésével. 1938-ban, repülőszerencsétlenség során életét vesztette.

## Fordítás
Ez a szócikk részben vagy egészben  a   Pirro Marconi című német Wikipédia-szócikk ezen változatának fordításán alapul.  Az eredeti cikk szerkesztőit annak laptörténete sorolja fel. Ez a jelzés csupán a megfogalmazás eredetét és a szerzői jogokat jelzi, nem szolgál a cikkben szereplő információk forrásmegjelöléseként.

## Művei
- Agrigento, Topografie ed Arte. Vallecchi Editore, Firenze, 1929
- Agrigento arcaica: il santuario delle divinita Chtonie e il tempio detto di Vulcano, Róma, 1933
- Agrigento, Róma, 1933, 2. kiadás, 1949 (Itinerari dei musei, gallerie e monumenti d'Italia / Ministero della Pubblica Istruzione 26)